# 91 Velorum
91 Velorum (w Velorum) é uma estrela na direção da Vela. Possui uma ascensão reta de 09h 00m 05.44s e uma declinação de −41° 15′ 13.5″. Sua magnitude aparente é igual a 4.45. Considerando sua distância de 201 anos-luz em relação à Terra, sua magnitude absoluta é igual a 0.50. Pertence à classe espectral Fp.